# MN 9. Gépesített Lövészhadosztály
A Magyar Néphadsereg 9. Gépesített Lövészhadosztály a Magyar Néphadsereg első lépcsős alakulata volt 1957 és 1987 között. Jogutód szervezete a MH 2. Gépesített Hadosztály 2001-es felszámolásával végleg megszűnt, mint magasabbegység létezni.

## Története
A 9. Gépesített Lövészhadosztály jogelődjét, a 17. lövészhadosztályt az 50-es években hozták létre 1950. március 15.-április 15. között. A parancsnokság ideiglenes elhelyezése Balatonföldváron volt. Még ebben az évben Tabra, majd 1951-ben Marcaliba diszlokált. A Marcaliban töltött időszakot a hadosztály elsősorban táborhelyi kiképzéssel töltötte. A magasabbegység ekkor hét alárendelt alakulattal rendelkezett, köztük a nagyatádi 14. lövészezreddel, a nagykanizsai 29. lövészezreddel, valamint szintén nagyatádi 32. lövészezreddel. Feladata ekkor a jugoszláv határ védelme volt. Az 1953-as őszi szervezési intézkedés alapján a hadosztály Kaposvárra települt és – felszámolásának befejezéséig – 2001-ig Kaposváron is működött. A magasabbegység az 1956-os kaposvári eseményekben meghatározó szerepet töltött be.
1957-ben új szervezet került kialakításra, ekkor kapta a Magyar Néphadsereg 9. Gépkocsizó Lövészhadosztály megnevezést is. 1961-ben a hadosztály az 5. Hadsereg alárendeltségébe került.
1962-ben a hadosztály részt vett a nagy dunai árvíz védekezési munkáiban. Az 1963. szeptember 1-i szervezés alapján a békehadrend átalakult. Többek között létrehozták Zalaegerszegen a MN 8. Gépkocsizó Lövészhadosztály parancsnokságot, az alárendelt alakulatok összetételében ezért nagyobb változás állt be.
A 14., a 33. átmenetileg a 26.- lövészezredek, valamint a 8. harckocsi és a 20. tüzérezred ezredek is átkerültek a 8. gépkocsizó hadosztályhoz. A kaposvári hadosztályhoz került a bajai 108. Gépkocsizó lövészezred a nagyatádi 69. Harckocsi Ezred, és a pécsi 101. Tüzérezred a 13. Harckocsi Felderítő Század pedig zászlóaljjá, vagyis valójában harcászati rakéta üteg osztállyá szerveződött.
1976-ban a nagykanizsai MN 18. Légvédelmi Tüzérosztály a MN 8. Gépesített Lövészhadosztályhoz került átadásra, amíg a kalocsai 15. Légvédelmi Tüzérezred a kaposvári hadosztály alárendeltségébe került. Szintén 1976-ban a MN 54. Felderítő Zászlóalj Kaposvárról Lenti helyőrségbe diszlokált.
1987. márciusától a RUBIN-feladatnak megfelelően a gépesített lövészhadosztály gépesített hadtest szervezetre tért át, elnevezése pedig 2. Gépesített Hadtestparancsnokságra változott. Felszámolásra került a pécsi MN 22. Gépesített Lövészezred, valamint a nagyatádi MN 69. Harckocsi Ezred.
1990-ben a Varsói Szerződés megszűnését követően, illetve a politikai változásoknak megfelelően megszűnt a 28. Harcászati Rakétaosztály, a MH 63. Budai Nagy Antal Gépesített Lövészdandár, a MH 57. Egészségügyi Zászlóalj, valamint a MH 30. Vonalépítő, és a 31. hadtáp híradó százada. Új szervezetre tért át a 14. , a 26. , és a 108. Gépesített Lövészdandár, a 8. Harckocsi, és a 101. Tüzérdandár, a MH 27. Magyar Bálint Páncéltörő Tüzérezred, valamint a MH 64. Ellátó Ezred. Az 1987-ben felszámolt kalocsai MN 24. Harckocsi Ezredet újjászervezték MH 35. Dobó István Harckocsi Dandár megnevezéssel.
A körkörös területvédelem új elveinek megfelelően 1991-ben került sor a területvédelmi alosztály beépítésére a hadtest törzs szervezetébe és 1991. október 1-ével a gépesített hadtest átalakult katonai kerületparancsnoksággá. Ekkor a MH 64. Ellátó Ezred átdiszlokált Kiskunfélegyházáról Kaposvárra.
A délszláv háború hatására a Katonai Kerület fő feladatává a déli határszakasz védelme vált. 
1995. december 15.-én megszűnt a 2. Katonai Kerületparancsnokság és jogutódjaként létrejött a 2. Gépesített Hadosztályparancsnokság. Szervezési feladatként jelentkezett a 14. gépesített lövészdandár béke alegységeinek keretesítése, a 29. Elektronikai-harc század átdiszlokálása Kiskunfélegyházára, majd béke állományának megszüntetése, a 35. harckocsi dandár előkészítő törzs és a MH 44. Tóth Ágoston Tüzérdandár előkészítő törzs (Marcali) megszüntetése, a MH 26. Bottyán János Gépesített Lövészdandár átalakítása előkészítő törzzsé, A hadrendből kivont harcászati technikai eszközök tárolására megalakításra került a 2. számú (Marcali), majd az 1. számú (Kalocsa) KÁR (kijelölt állandó raktár). Az új feladatként jelentkezett a NATO-ba tartó Honvédség számára a délszláv békefenntartás, így megalakításra került az IFOR erőket felkészítő és kiszolgáló kontingens. A Hunyadi Laktanyában (Füredi-II) és a Táncsics Laktanya (Füredi-I) egy részében kerültek elhelyezésre a boszniai békefenntartó kontingest ellátó (amerikai) erők.

A haderőcsökkentés következtében 1997. évben az alábbi alakulatok szűntek meg: a nagykanizsai MH 14. Thúry György Gépesített Lövészdandár, a pécsi MH 42. Baranya Felderítő Zászlóalj, a Lentiben lévő MH 26. Bottyán János Gépesített Lövészdandár előkészítő törzs , valamint a Marcaliban lévő MH 27. Magyar Bálint Páncéltörő Tüzérezred előkészítő törzs, a pécsi MH 101. Szigetvári Zrínyi Miklós Vegyes Tüzérdandár pedig átadásra került a MH Szárazföldi Parancsnokságnak. Felszámolásra került a bajai MH 108. Mészáros Lázár Önálló Gépesített Lövészzászlóalj. 1997. november 1-én a 2. Gépesített Hadosztályon belül sor került a Kiképző Központok megalakítására, amelyek működő képességüket 1997. november 1-re érték el. A Dunántúli Kiképző Központ Tapolcán és Szombathelyen szerveződött. A kiképző központok mellett a kaposvári MH 64. Boconádi Szabó József Logisztikai Ezred alkotta a hadosztály béke szervezetét. 
A fennállásának 50. évfordulóját ünneplő hadosztály megszűnésének bejelentésére 2000. őszén került sor, megszűnésére pedig 2001. június 30-án.

## Magasabbegység alakulatai

### 1953-ban alárendelt alakulatok
- MN 14. Lövészezred – Nagyatád
- MN 26. Lövészezred – Kaposvár
- MN 29. Lövészezred – Nagykanizsa
- MN 47. Tüzérezred – Dombóvár
- MN 42. Harckocsi Ezred – Marcali
- MN 27. Páncéltörő Tüzérosztály – Nagyatád
- MN 97. légvédelmi Tüzérosztály – Baja
- MN 59. Műszaki Zászlóalj – Baja
- MN 42. Híradó Zászlóalj – Kaposvár
- MN 52. Felderítő Század – Kaposvár

### 1961-ben alárendelt alakulatok
- MN 14. Gépkocsizó Lövészezred – Nagykanizsa
- MN 22. Gépkocsizó Lövészezred – Pécs
- MN 26. Gépkocsizó Lövészezred – Lenti
- MN 33. Gépkocsizó Lövészezred – Zalaegerszeg
- MN 63. Gépkocsizó Lövészezred – Nagyatád
- MN 8. Harckocsi Ezred – Tapolca
- MN 13. Harckocsi Felderítő Század (harcászati rakéta üteg) – Nagykanizsa
- MN 20. Tüzérezred – Marcali
- MN 27. Páncéltörő Tüzérosztály – Nagyatád
- MN 18. Légvédelmi Tüzérosztály – Nagykanizsa

### 1981-ben alárendelt alakulatok
- MN 22. Gépesített Lövészezred – Pécs
- MN 26. Gépesített Lövészezred – Lenti
- MN 108. Gépesített Lövészezred – Baja
- MN 69. Harckocsi Ezred – Nagyatád
- MN 13. Harckocsi Felderítő Zászlóalj (Harcászati Rakétaosztály) – Nagykanizsa
- MN 101. Tüzérezred – Pécs
- MN 27. Páncéltörő Tüzérosztály – Nagykanizsa
- MN 15. Légvédelmi Tüzérezred – Kalocsa
- MN 76. Műszaki Utász Zászlóalj – Baja
- MN 54. Felderítő Zászlóalj – Lenti
- MN 45. Híradó Zászlóalj – Kaposvár
- MN 79. Vegyivédelmi Század – Lenti
- MN 9. Rádiótechnikai Század – Kaposvár
- MN 68. Ellátó Zászlóalj – Kaposvár
- MN 57. Egészségügyi Zászlóalj – Pécs
- MN 82. Javító Zászlóalj – Kaposvár
- MN 99. Rendészeti Komendáns Zászlóalj – Kaposvár

### 1987 utáni alárendelt alakulatok
- MN 14. Gépesített Lövészdandár – Nagykanizsa
- MN 26. Gépesített Lövészdandár – Lenti
- MN 63. Gépesített Lövészdandár – Nagyatád
- MN 108. Gépesített Lövészdandár – Baja
- MN 8. Harckocsi Dandár – Tapolca
- MN 28. Harcászati Rakétaosztály – Szentes
- MN 101. Tüzérdandár – Pécs
- MN 27. Páncéltörő Tüzérezred – Nagykanizsa
- MN 18. Légvédelmi Rakétaezred – Nagykanizsa
- MN 102. Légvédelmi Tüzérezred – Jánoshalma

### 1990. február utáni alárendelt alakulatok
- MH 14. Thúry György Gépesített Lövészdandár – Nagykanizsa
- MH 26. Bottyán János Gépesített Lövészdandár – Lenti
- MH 108. Mészáros Lázár Gépesített Lövészdandár – Baja
- MH 8. Kinizsi Pál Harckocsi Dandár – Tapolca
- MH 35. Dobó István Harckocsi Dandár -Kalocsa
- MH 101. Szigetvári Zrínyi Miklós Vegyes Tüzérdandár – Pécs
- MH 27. Magyar Bálint Páncéltörő Tüzérezred – Nagykanizsa
- MH 18. Légvédelmi Rakétaezred – Nagykanizsa
- MH 102. Légvédelmi Tüzérezred – Jánoshalma

## Parancsnokok
- 1950. március 15.-1950. április 30. Smecht Péter alezredes
- 1950. május 1.-1950. szeptember 30. Welein Péter őrnagy
- 1950. október 1.- 1951. Lendvai Zoltán alezredes
- 1951-1955 Reményi József ezredes
- 1955-1958 Martics Pál ezredes
- 1956. október 30-november 4. (Választott parancsnok: Sajti Albert alezredes)
- 1958-1961 Kálazi József ezredes
- 1961-1966 Szabó József ezredes
- 1966-1969 Bogya Imre ezredes
- 1969-1977 Évin Sándor vezérőrnagy
- 1977-1982 Dr. Berki Mihály vezérőrnagy
- 1982-1986 Mészáros Ferenc vezérőrnagy
- 1986-1989 Dr. Gyuricza Béla vezérőrnagy
- 1989-1996 Preininger Ambrus vezérőrnagy
- 1996-1997 Bátor Ferenc dandártábornok
- 1997- 1999 Sütő Tamás vezérőrnagy
- 1999 – 2000 Megyeri József dandártábornok (mb. pk.)
- 2000-2001. április Táncos Mihály ezredes (TÖF)
- 2001. áprilistól Homa István ezredes (felszámoló biz. mb.vez.)